# Uroxys brevis
Uroxys brevis là một loài bọ cánh cứng trong họ Bọ hung (Scarabaeidae).